# Zboray Aladár
Zborói Zboray Aladár János Imre (Pest, 1868. április 12. – Budapest, 1908. október 11.) hírlapíró, szépirodalmi író, költő.

## Élete
A római katolikus nemesi származású zborói Zboray család sarja. Apja, zborói Zboray Béla (1836–1920), köz- és váltó-ügyvéd, országgyűlési képviselő, anyja, nyiri Garay Emília (1842–1894) asszony volt. Zboray Aladár hosszabb ideig a Magyarország főmunkatársa volt; politikai és társadalmi cikkeken kívül, főleg elbeszéléseket írt és néhány regényt. Legnagyobb sikere Micz báró című vígjátékának volt, amelyet a Vígszínház adott elő. Ugyanott került színre Lia című egyfelvonásos darabja is, míg a Semlegesek című színművét a Nemzeti Színházban 1908. április 12-én adták elő. Közvetlenül halála előtt fejezte be egy új színdarabját, amely Aranyhal címmel került színre. Néhány hónapig a Fiumei Estilap szerkesztője volt, onnan 1908 szeptember közepén került vissza Budapestre, ahol szívbetegség támadta meg.

## Munkái
- A realisták. Törvény ellen. (Két elbeszélés.) Bpest, 1904. (Ism. Az Élet 9. sz., Vas. Ujság 48. sz.)
- Aranyrozsda. Regény. Bpest, 1899.
- Ő fensége Sándor Fridolin főherczeg. Bpest. (1902.).
- Olthatatlan szomjúság. Bpest, 1903.
- Takarodó, dr. 4 felv. Írta Beyerlein Ferencz Ádám. Ford. (Első előadása a Vígszínházban 1904. márcz. 8.) Bpest, (1904.).
- Fenséges házasélet. Regény. Bpest, 1905.
- Az álmok hőse és egyéb elbeszélések. Bpest, 1907.
- Szeréna herczegnő. Bpest, 1908 (Mozgó Könyvtár VIII.)
- Utolsó könyv. Kiadják barátai. Bpest, 1908. (Elbeszélések.)
- Megváltó szerelem. Budapest.

Kéziratban maradt egy regénye, két színmű és egy operettlibrettó.